# فرودگاه بین‌المللی ژنرال انریکو ماسکونی

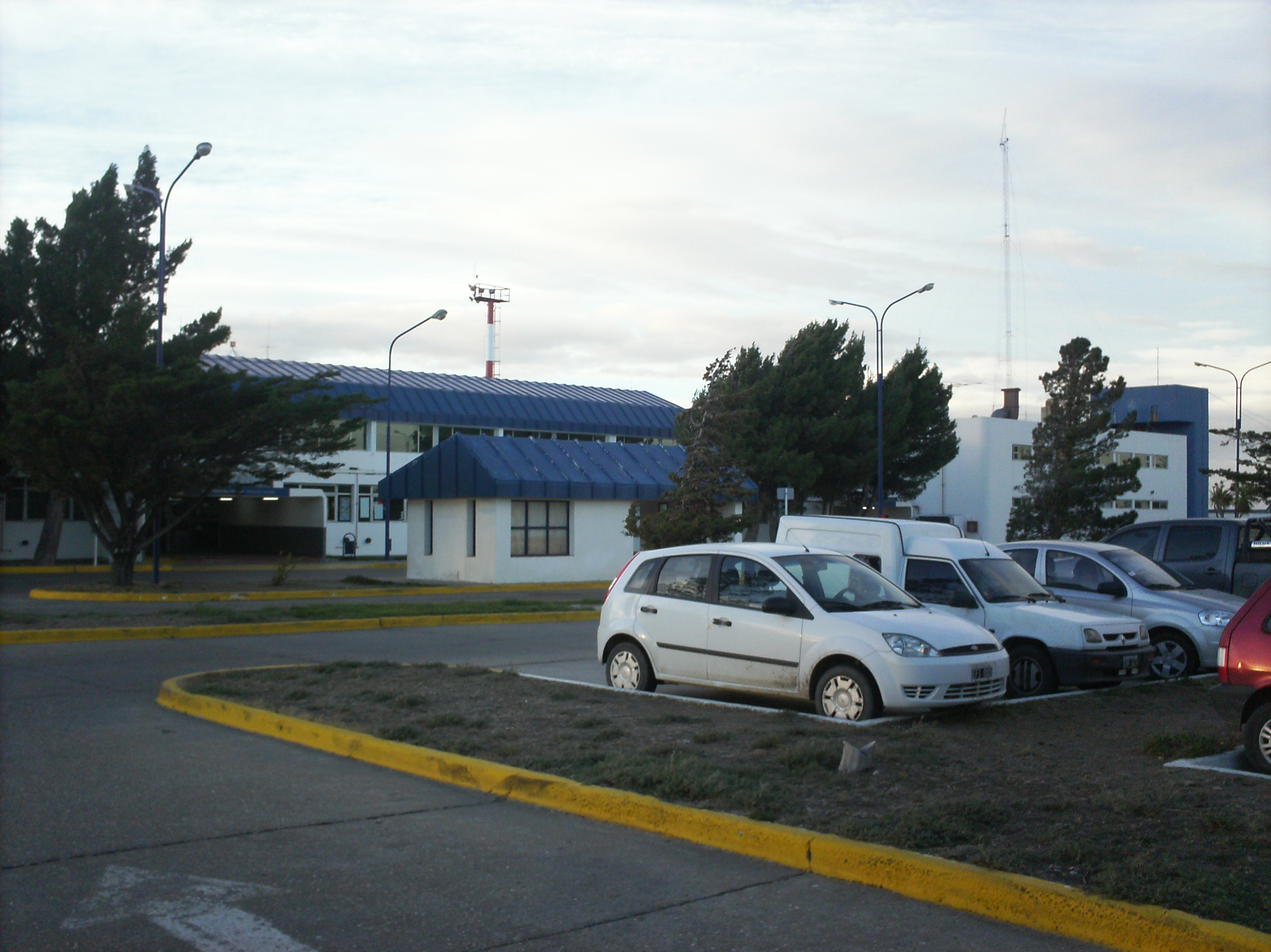
فرودگاه ژنرال ماسكوني

فرودگاه بین‌المللی ژنرال انریکو ماسکونی (به انگلیسی: General Enrique Mosconi International Airport) (به زبان بومی: Aeropuerto de Comodoro Rivadavia "Gral. Enrique Mosconi") یک فرودگاه همگانی و نظامی با کد یاتا CRD است که یک باند فرود بتن دارد و طول باند آن ۲۸۲۷ متر است. این فرودگاه در شهر کومودورو ریواداویا کشور آرژانتین قرار دارد و در ارتفاع ۵۸ متری از سطح دریا واقع شده‌است.